# Доккен, Дон
Дональд Майнард Доккен (англ. Donald Maynard Dokken), 29 июня 1953, Лос-Анджелес, США) — американский рок-музыкант норвежского происхождения. Основатель и единственный бессменный участник американской хард-рок группы Dokken.
В качестве вокалиста и основного автора слов и песен записал с группой 12 полноформатных альбомов.
Благодаря мелодичному тембру голоса Дона и виртуозным гитарным партиям Джорджа Линча, группа обрела популярность в 1980-е годы.

## Биография
Дон начал выступать в мелких коллективах ещё в конце 1970-х, однако особым успехом попытки не увенчались.
Однако в 1981 году, когда у фронтмена группы Scorpions Клауса Майне возникли проблемы с голосовыми связками, ему потребовалась замена.
Тогда на Дона обратил внимание известный немецкий продюсер Дитер Диркс. Ему предложено было заменить Клауса на записи альбома Blackout, однако этого не произошло - Клаус успешно перенёс операцию и продолжил петь, хотя демозаписи с голосом Дона были записаны. Тогда Дон решил продемонстрировать Дирксу свои собственные песни. Впечатлённый прослушанным материалом, Диркс разрешил Дону использовать время на студии для записи первого альбома группы - Breaking the Chains.
В 1985 году в рамках благотворительного проекта в помощь голодающим в Африке Дон под руководством Ронни Дио принял участие в записи альбома Hear ’n Aid, в котором также приняло участие огромное количество известных музыкантов.
В 2012 году Дон в интервью GlideMagazine заявил, что их 12-й альбом Broken Bones будет финальным в творчестве группы Dokken, и объявил о грядущем 
сотрудничестве и возможной записи альбома с Михаэлем Шенкером, бывшим гитаристом группы Scorpions.

## Личная жизнь
Родители Дона родом из Осло, столицы Норвегии. Дон женат, имеет дочь и сына. Также имеет хобби - ремонт и тюнинг автомобилей.

## Дискография

### Dokken
- Breaking the Chains (1983)
- Tooth and Nail (1984)
- Under Lock and Key (1985)
- Back for the Attack (1987)
- Dokken (1994)
- Dysfunctional (1995)
- Shadowlife (1997)
- Erase the Slate (1999)
- Long Way Home (2002)
- Hell to Pay (2004)
- Lightning Strikes Again (2008)
- Broken Bones (2012)

### Hear'n Aid
- Stars (1986)

### Сольные альбомы
- Up from the Ashes (1990)
- Solitary (2008)